# Zermezeele
Zermezeele är en kommun i departementet Nord i regionen Hauts-de-France i norra Frankrike. Kommunen ligger i kantonen Cassel som tillhör arrondissementet Dunkerque. År 2022 hade Zermezeele 245 invånare.

## Befolkningsutveckling
Antalet invånare i kommunen Zermezeele
| Referens: INSEE |